# Płocice
Płocice (dawniej Płoczyce; dodatkowa nazwa w j. kaszub. Płoczëce; niem. Plotzitz) – wieś kaszubska na Pojezierzu Kaszubskim w Polsce położona w województwie pomorskim, w powiecie kościerskim, w gminie Lipusz na obrzeżach Wdzydzkiego Parku Krajobrazowego. W skład sołectwa Płocice wchodzi także miejscowość Kula. Na terenie obrębu ewidencyjnego Płocice położony jest Szwedzki Ostrów i Wyrówno z sołectwem w Lipuskiej Hucie. Miejscowość znajduje się na turystycznym  Szlaku Kamiennych Kręgów.
Położenie Płocic: 136,7 m n.p.m. (lustro jeziora Schodno) – 175,29 m n.p.m. (wzniesienie w Wyrównie)
Na obszarze Płocic znajduje się 7 jezior:
Wyrówno-Osty-Bielawy (częściowo),
Płocice,
Czarne,
Czyste,
Chude,
Oczko oraz
bezimienne w Szwedzkm Ostrowie
W latach 1975–1998 miejscowość administracyjnie należała do województwa gdańskiego.